# ムーンクラフト・紫電77
ムーンクラフト・紫電77（しでん77）は、レーシングカーコンストラクターのムーンクラフトが、1977年富士グランチャンピオンレース（富士GC）用に開発したスポーツカーである。
「紫電」の由来は、太平洋戦争期に開発・運用された大日本帝国海軍の戦闘機・紫電改から付けられ、1977年に導入された。
本項では、翌1978年に富士GCに投入された、改良版の「紫電改」についても述べる。

## 概要

### 紫電
紫電の最大の特徴は、「富士スペシャルとしてストレートスピードを上げる」ために採用された、コックピットをガラスで覆ったクローズドボディである。また由良は「雨のときもワイパーを動かして快適にドライブできるんじゃないか」という考えもあったと後年語っている。しかし当時はまだポリカーボネートのような軽量素材がなく、フロントガラスの重量が軽量化の妨げとなったほか、77年の開幕戦で実際に雨が降った際には「ガラスが曇って視界は最悪。元々悪い視界が、雨のせいでさらに悪くなった」という。
クローズドボディを採用したことで、揚力によるリフトが問題となりそれを抑えるのに苦労したほか、ロングテールはオーバーハング重量を増加させて運動性能を悪くしていた、とも由良は語っている。コックピットは、本マシンのドライバーである高原敬武に合わせて設計され、実際に高原の体を採寸したりもしたが、「あまりにピッタリすぎてちょっとキツキツに作りすぎた」らしく居住性は非常に悪かった。

### 紫電改
紫電が上記のようにシャシーも含めた完全オリジナル車両だったのに対し、紫電改はマーチ・エンジニアリングのF2用シャシーをベースとし、エンジンはマツダのロータリーエンジンを搭載。空力面でもダルノーズとショートテールを採用するなど、オリジナルの紫電とはほとんど別物といって良い車両となっている。

## その後
2002年、紫電のマスターモデルを引き取っていたマッドハウスが、FJ1600をベースとしたレプリカを製作。富士スピードウェイのイベントなどでデモ走行を行っている。
2018年にはムーンクラフトが、ウエストレーシングカーズの「VIVACE-7」をベースとしたレプリカを製作し、鈴鹿サーキットで行われた「Sounds of Engine」にて同車両を公開した。ベースマシンの「VIVACE-7」がシングルシーターであるため、このレプリカも同様にシングルシーターとなっている。
トミーが1978年から1981年までトミカのラインナップに、紫電77の1/62スケールモデルを製造されていた。